# Diocesi di Venice
La diocesi di Venice (in latino: Dioecesis Venetiae in Florida) è una sede della Chiesa cattolica negli Stati Uniti d'America suffraganea dell'arcidiocesi di Miami. Nel 2022 contava 244.000 battezzati su 2.411.000 abitanti. È retta dal vescovo Frank Joseph Dewane.

## Territorio

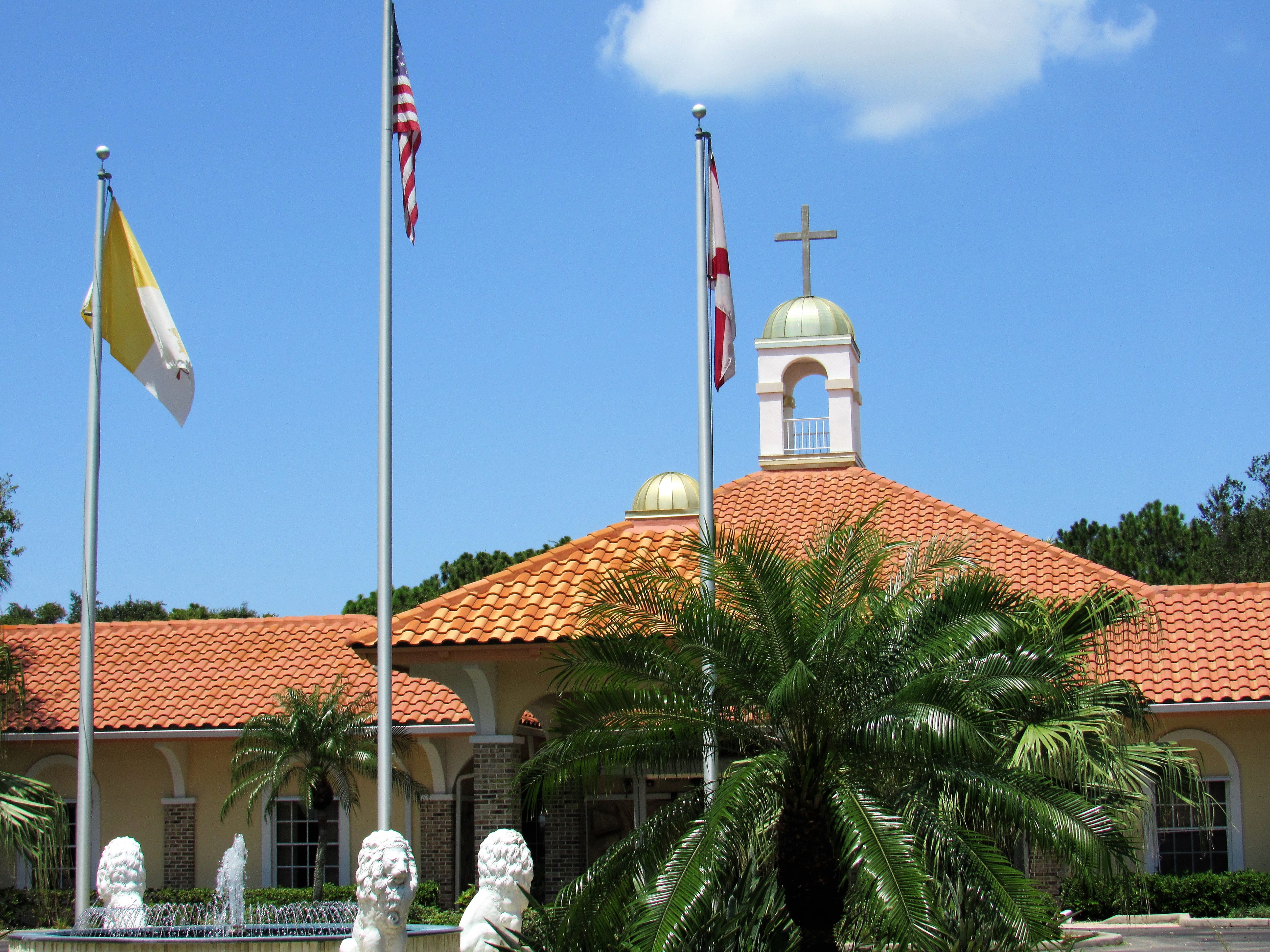
La curia diocesana (The Pastoral Center) di Venice.

La diocesi comprende 10 contee della Florida, negli Stati Uniti d'America: Charlotte, Collier, DeSoto, Glades, Hardee, Hendry, Highlands, Lee, Manatee e Sarasota.
Sede vescovile è la città di Venice, dove si trova la cattedrale dell'Epifania (Epiphany Cathedral).
Il territorio si estende su 22.685 km² ed è suddiviso in 61 parrocchie, raggruppate in 5 decanati.

## Storia
La diocesi è stata eretta il 16 giugno 1984 con la bolla Postulat quandoque di papa Giovanni Paolo II, ricavandone il territorio dall'arcidiocesi di Miami e dalle diocesi di Orlando e di Saint Petersburg.

## Cronotassi dei vescovi
Si omettono i periodi di sede vacante non superiori ai 2 anni o non storicamente accertati.
- John Joseph Nevins † (17 luglio 1984 - 19 gennaio 2007 ritirato)
- Frank Joseph Dewane, succeduto il 19 gennaio 2007

## Statistiche
La diocesi nel 2022 su una popolazione di 2.411.000 persone contava 244.000 battezzati, corrispondenti al 10,1% del totale.
| anno | popolazione | popolazione | popolazione | presbiteri | presbiteri | presbiteri | presbiteri                | diaconi | religiosi | religiosi | parrocchie |
| anno | battezzati  | totale      | %           | numero     | secolari   | regolari   | battezzati per presbitero | diaconi | uomini    | donne     | parrocchie |
| ---- | ----------- | ----------- | ----------- | ---------- | ---------- | ---------- | ------------------------- | ------- | --------- | --------- | ---------- |
| 1990 | 143.707     | 1.133.000   | 12,7        | 177        | 125        | 52         | 811                       | 26      | 69        | 147       | 46         |
| 1999 | 175.216     | 1.421.844   | 12,3        | 171        | 94         | 77         | 1.024                     | 15      | 21        | 139       | 50         |
| 2000 | 177.664     | 1.429.233   | 12,4        | 223        | 148        | 75         | 796                       | 63      | 101       | 130       | 51         |
| 2001 | 181.941     | 1.453.244   | 12,5        | 234        | 160        | 74         | 777                       | 63      | 101       | 121       | 51         |
| 2002 | 199.748     | 1.617.150   | 12,4        | 242        | 167        | 75         | 825                       | 73      | 104       | 114       | 51         |
| 2003 | 216.596     | 1.680.560   | 12,9        | 237        | 165        | 72         | 913                       | 76      | 98        | 112       | 54         |
| 2004 | 217.585     | 1.718.925   | 12,7        | 244        | 168        | 76         | 891                       | 76      | 103       | 116       | 54         |
| 2010 | 245.000     | 1.975.000   | 12,4        | 266        | 200        | 66         | 921                       | 96      | 152       | 90        | 57         |
| 2014 | 253.600     | 2.057.000   | 12,3        | 242        | 179        | 63         | 1.047                     | 23      | 78        | 75        | 59         |
| 2017 | 236.895     | 2.168.900   | 10,9        | 217        | 165        | 52         | 1.091                     | 32      | 67        | 59        | 61         |
| 2020 | 239.833     | 2.367.107   | 10,1        | 223        | 173        | 50         | 1.075                     | 23      | 56        | 50        | 61         |
| 2022 | 244.000     | 2.411.000   | 10,1        | 200        | 153        | 47         | 1.220                     | 27      | 56        | 40        | 61         |